# 마블 유니버스의 역사
위 문서는 마블 유니버스 세계관의 역사를 기록한 문서이다.